# Селішка
Селішка (рум. Sălișca) — село у повіті Клуж в Румунії. Входить до складу комуни Кицкеу.
Село розташоване на відстані 355 км на північний захід від Бухареста, 51 км на північ від Клуж-Напоки.

## Населення
За даними перепису населення 2002 року у селі проживали 613 осіб.
Національний склад населення села:
| Національність | Кількість осіб | Відсоток |
| -------------- | -------------- | -------- |
| румуни         | 557            | 90,9%    |
| угорці         | 56             | 9,1%     |

Рідною мовою назвали:
| Мова      | Кількість осіб | Відсоток |
| --------- | -------------- | -------- |
| румунська | 570            | 93,0%    |
| угорська  | 43             | 7,0%     |